# برج الميلاد
برج الميلاد هو أعلى برج في إيران، يبلغ طول البرج 435 مترا. ويقع في العاصمة طهران افتتح عام 2008، شيد البرج لعدة أغراض أهمها تقوية البث الإذاعي والتلفزيوني وتحسين خدمتي الاتصالات والإنترنت، ويضم البرج شبكة اتصالات ومطاعم وفندق من فئة 5 نجوم.

## الأجزاء المكونة
يتكون برج ميلاد من ثلاث أقسام رئيسية هي القاعدة التي تتألف من 6 أدوار وتشكل الطوابق السفلى للبرج، والهيكل الذي صمم على شكل ثماني الأضلع بارتفاع 315 مترا، والهرم. ويعلو البرج هيكل معدني يشكل رأسه ويضم 12 طابقا بما فيها الشرفة الرئيسية لمشاهدة العاصمة الإيرانية طهران من فوقه والمطاعم والمقاهي وأجهزة الرقابة والسلامة، فيما تضم الطوابق الأرضية التي شييدت في أسفل البرج على مراكز ترفيهية وأسواق تجارية.
ويعد البرج جزءًا من مركز التجارة والمؤتمرات الدولي في طهران، والذي يضم أيضًا فندقًا خمس نجوم ومركزًا للمؤتمرات ومركزًا للتجارة العالمية وحديقة لتكنولوجيا المعلومات.

## اختيار الموقع
لاختيار أفضل موقع لبناء البرج، دُرست ٢١ منطقة في طهران بعناية من جميع الجوانب، واختيرت منها أربعة مواقع (عباس آباد، ولويزان، ويوسف آباد، وزقاق النصر). بعد الدراسات النهائية، اختير زقاق غيشا لبناء برج ميلاد أواخر عام ١٩٩٣ ليكون رمزًا للمدينة ووجهة سياحية بارزة.

## معرض صور

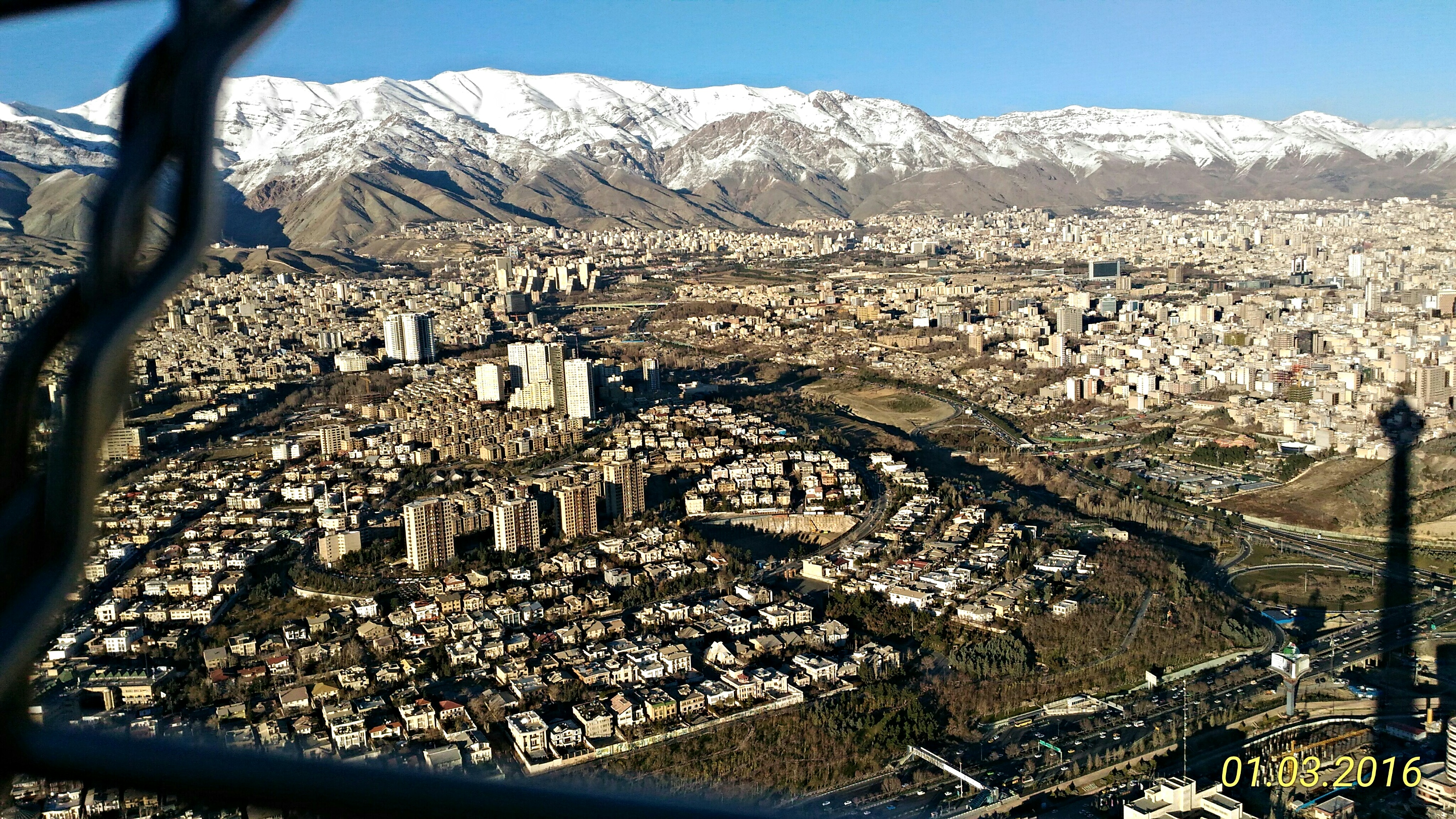
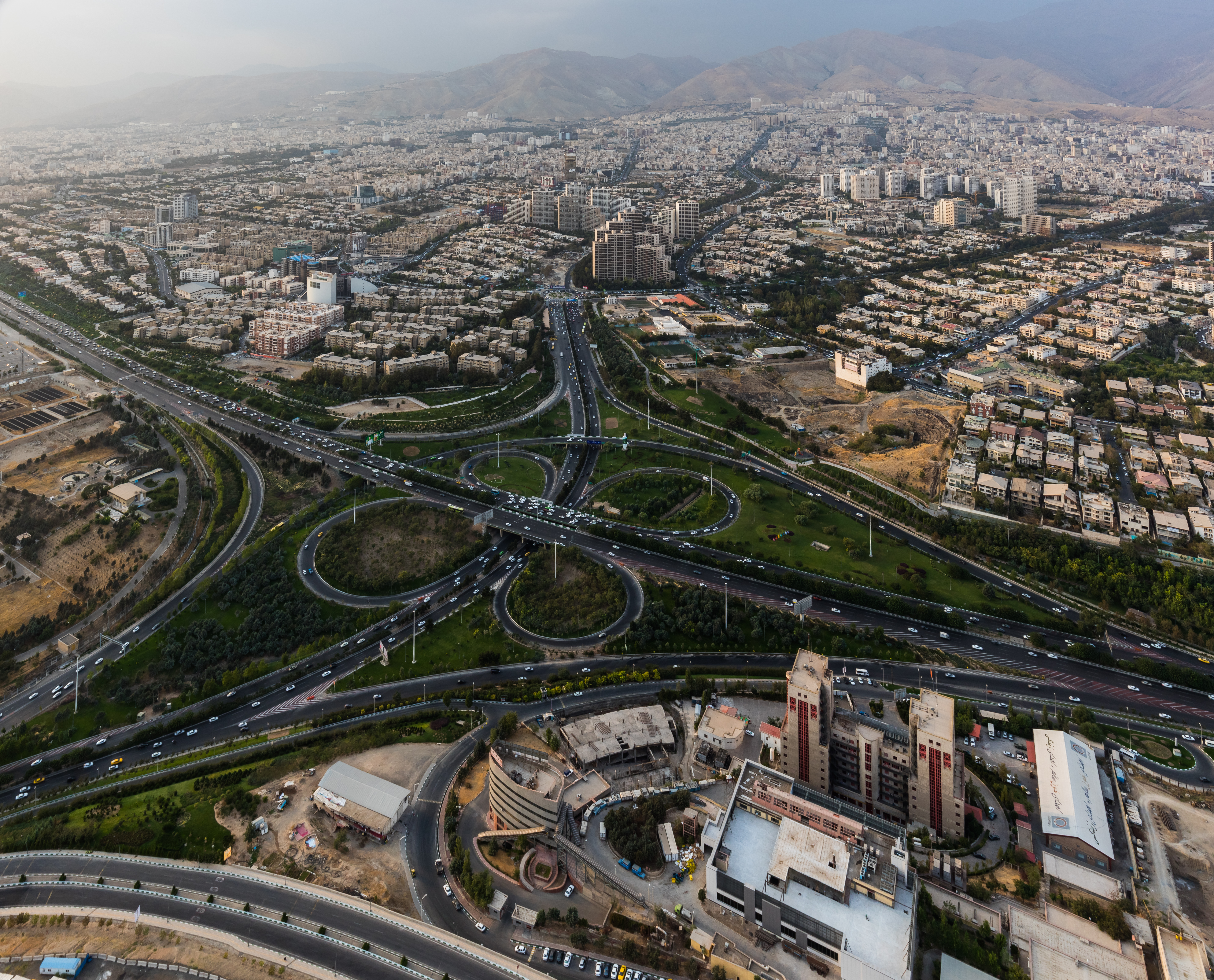
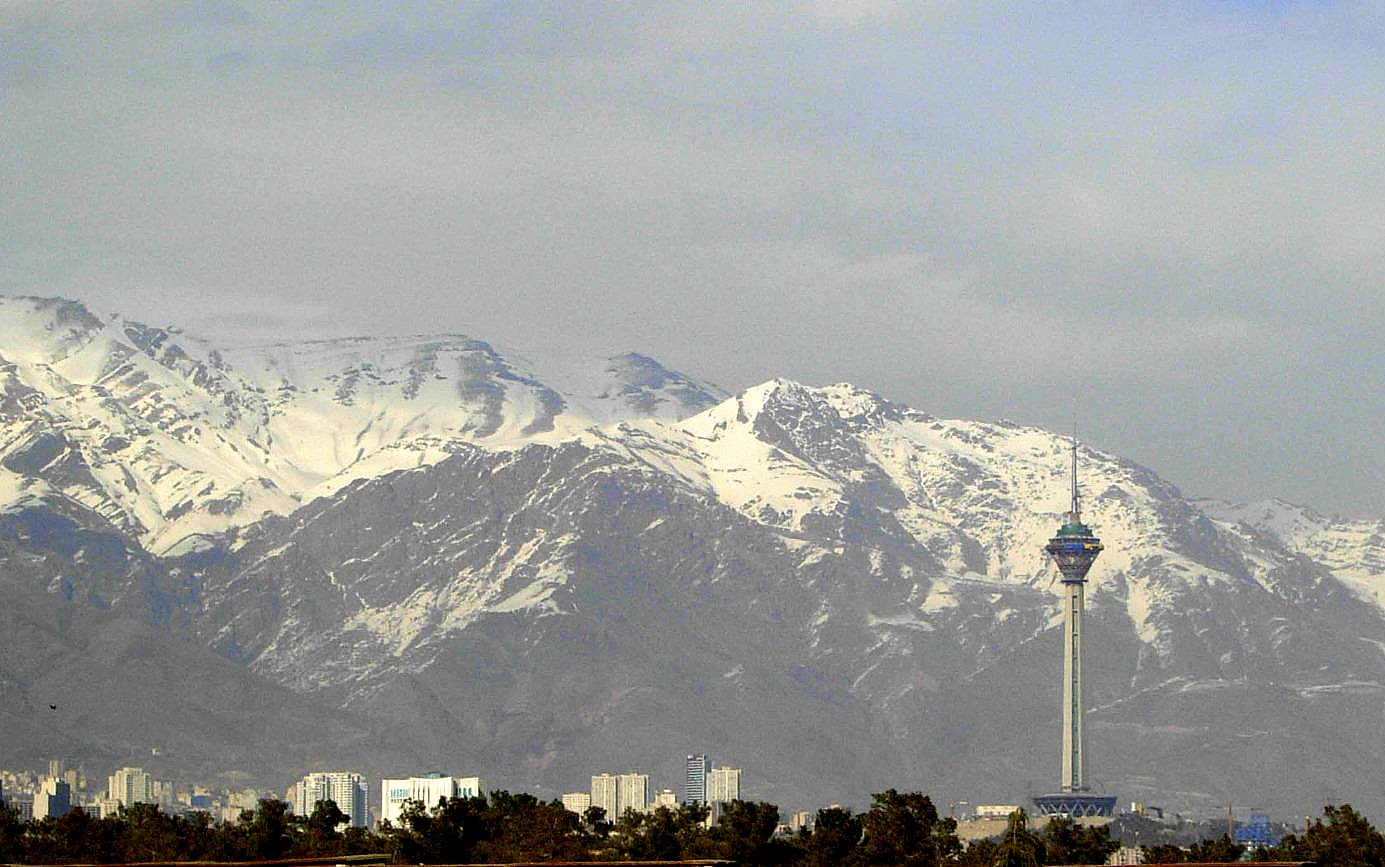
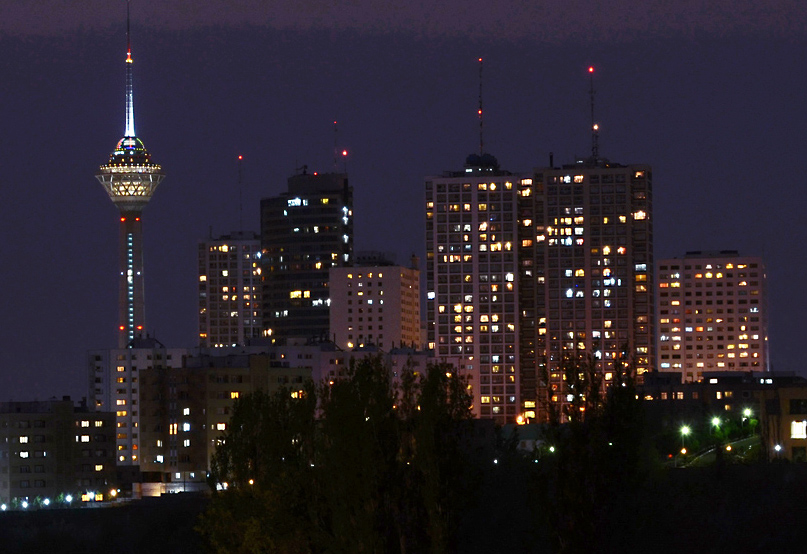
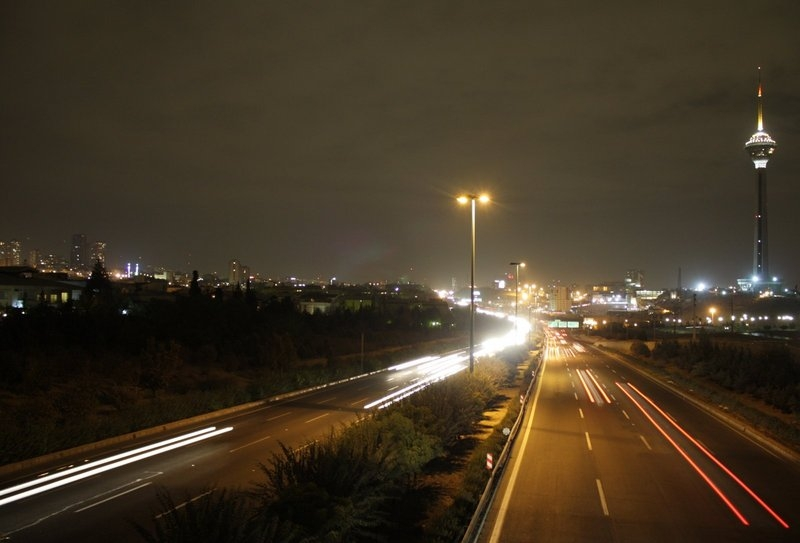

## طالع أيضًا
- جسر ورسك
- جسر آمل المعلق
- قائمة أعلى الهياكل في إيران